# Sant Salvador de Llec
Sant Salvador de Llec fou una antiga església parroquial, romànica, del desaparegut poble de Llec, de la comuna d'Estoer, a la comarca del Conflent, de la Catalunya del Nord.
Actualment és és desapareguda, igual que el poble al qual servia; ara és un despoblat: el poble va desaparèixer a l'edat mitjana tardana. És a migdia de la zona central del terme d'Estoer, a la dreta del Llec.
Entre el 848 i el 849 hi hagué una doble transacció de l'església de Sant Salvador de Llec entre tres germans, tots tres preveres: De Recosind passà a Ildegern, i aquest la cedí a Abraham. Posteriorment, Abraham la cedí en testament a Protasi, el fundador de Sant Miquel de Cuixà. Un segle més tard, el 958, el rei Lotari confirmava la pertinença a Cuixà de vallem Leco cum ecclesia Sancti Salvatoris. D'aquesta manera es creà l'Alou de Llec.